# Seat 132
Der Seat 132 ist eine viertürige Stufenheck-Limousine mit Hinterradantrieb im Segment der Mittelklasse. Mit dem 132 ersetzte Seat die Baureihe Seat 1500.
Die Karosserieform entspricht der des Fiat 132, der Seat 132 erschien aber erst im Mai 1973 in Spanien mit anderen Motoren:
Der Seat 132 1600 hat einen 4-Zylinder-Reihenmotor mit 1592 cm³ und 72 kW / 98 PS, der Seat 132 1800  einen mit 1756 cm³ Hubraum und 79 kW / 107 PS.
Der Seat 132 Diesel hatte – wie schon der Seat 1500 Diesel 2000 – einen Mercedes-Benz-Motor mit zwei Litern Hubraum und 40 kW / 55 PS (entsprechend dem Mercedes 200 D), später mit 2,2 Litern Hubraum mit 44 kW / 60 PS vom Mercedes 220 D.
Ab 1979 gab es den Seat 132 2000 mit 1930 cm³ Hubraum und 109 PS / 80 kW.
Als Fiat im Frühjahr 1981 auf den neuen Argenta umstellte, endete auch die Produktion des Seat 132 nach 100.000 Exemplaren. Erst 2009 mit dem Seat Exeo wurde das Segment bei Seat wieder bedient.

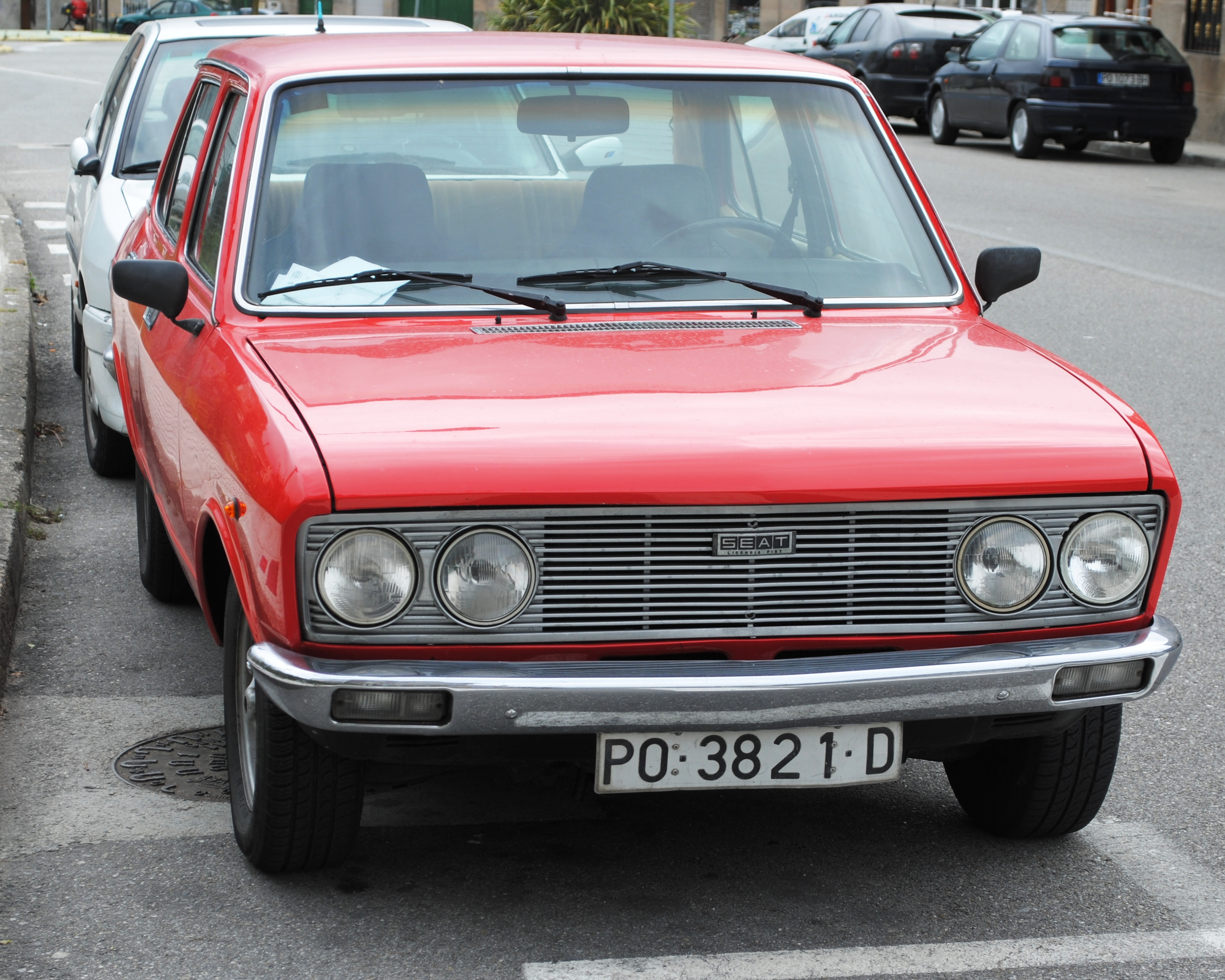
Seat 132 von 1974, Frontansicht
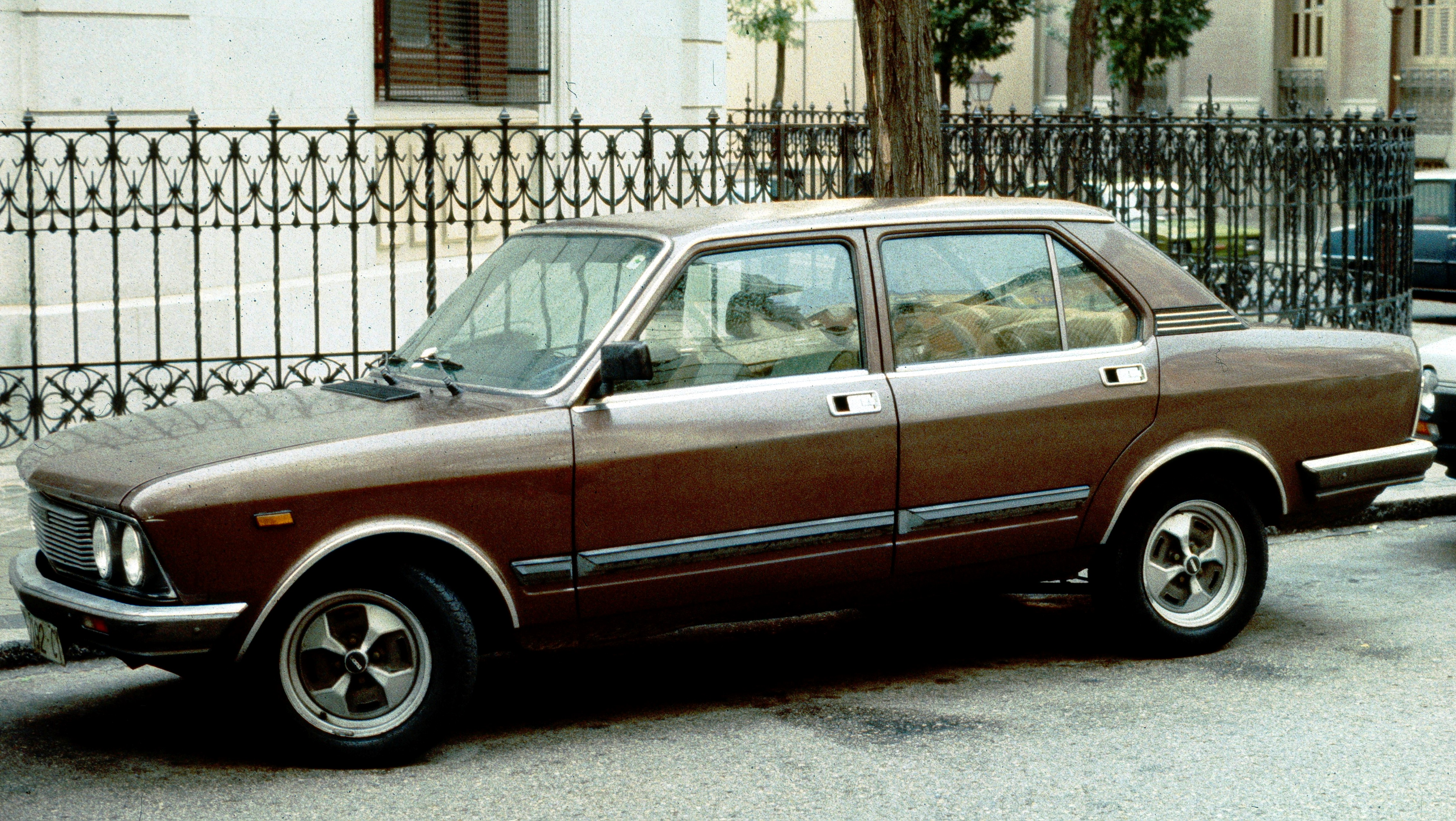
Seat 132 2000 in Madrid (1983)